# 千年あかり

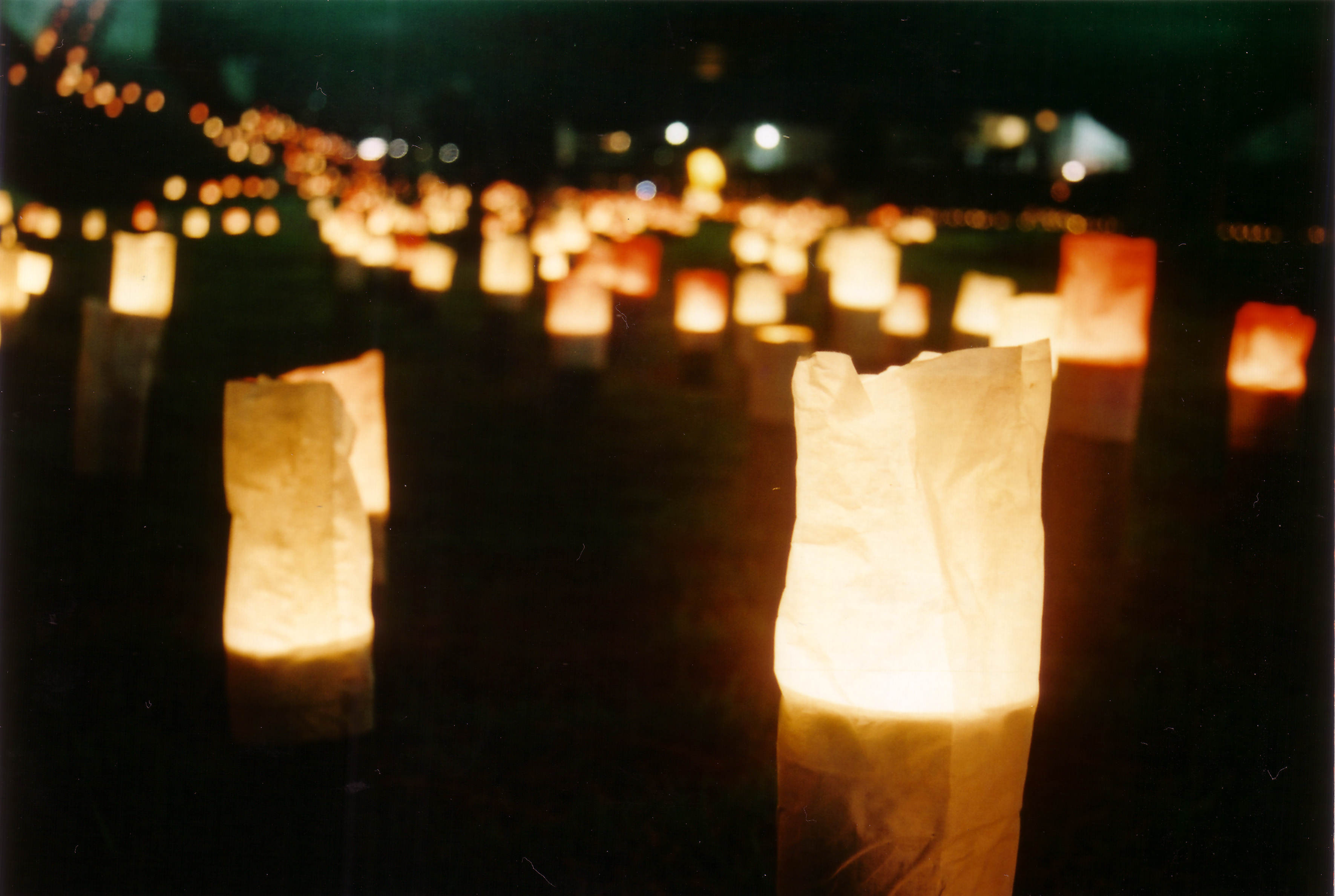
千年あかり

千年あかり（せんねんあかり）は、大分県日田市で日田天領まつりの夜間に行われるイベントである。2005年から始まった。豆田町界隈に並べられた竹灯籠の中の蝋燭に火が灯される。

## 概要
里山保全と町おこしを目的とするイベント。毎年11月に開催される。2009年には三万本の竹灯籠が用意され、豆田町北側を流れる花月川を中心に並べられた。